# ケーフェンロート
ケーフェンロート (ドイツ語: Kefenrod) は、ドイツ連邦共和国ヘッセン州ヴェッテラウ郡に属す町村（以下、本項では便宜上「町」と記述する）である。

## 地理
ケーフェンロートは、フォーゲルスベルク山地の西部に位置する。

### 隣接する市町村
ケーフェンロートは、北はゲーデルン（ヴェッテラウ郡）、東はビルシュタイン、南東はブラハトタール、南はヴェヒタースバッハ（以上3市町村はマイン＝キンツィヒ郡）、南西はビューディンゲン、西はオルテンベルク（ともにヴェッテラウ郡）と境を接している。

### 自治体の構成
自治体としてのケーフェンロートは、ビントザクセン、ブルクブラハト、ヘルファースドルフ、ヒッツキルヒェン、ケーフェンロートの各地区からなる。

## 歴史
ケーフェンロートは、1377年3月25日に Keberode として初めて文献に記録されている。その他の歴史上の記述としては、Kemfenrod（1380年）、Kefenrode（1398年）がある。しかし、墳丘墓や出土品は、500年から1300年の間にすでに、この地域に入植地があったことを裏付けている。

### 市町村合併
1971年12月31日に、それまで独立した町村であったビントザクセン、ブルクブラハト、ヒッツキルヒェンがケーフェンロートに合併した。1972年8月1日にこれにヘルファースドルフが加わった。

## 行政

### 町議会
2011年3月27日以降、ケーフェンロートの町議会は 15議席で構成されている。

### 首長
キルステン・フレーメル（無所属）は、2019年9月22日の選挙で 64.0 % の票を獲得して町長に選出された。

### 紋章
1968年5月10日に、当時ビューディンゲン郡のケーフェンロートは、以下の図柄の紋章を認可された。金の波帯で斜めに二分割。向かって右上は黒地に、斜め十字に組み合わされた 2本の剣。向かって左下は緑地に、斜め十字に組み合わされた銀の鍬。

## 引用
1. ↑  Hessisches Statistisches Landesamt: Bevölkerung in Hessen am 31.12.2023 (Landkreise, kreisfreie Städte und Gemeinden, Einwohnerzahlen auf Grundlage des Zensus 2011)]
2. ↑  Landesgeschichtliches Informationssystem Hessen: Historisches Ortslevikon - Kefenrod（2015年7月6日 閲覧）
3. ↑  Statistisches Bundesamt (Hrsg.): Historisches Gemeindeverzeichnis für die Bundesrepublik Deutschland. Namens-, Grenz- und Schlüsselnummernänderungen bei Gemeinden, Kreisen und Regierungsbezirken vom 27. Mai 1970 bis 31. Dezember 1982. W. Kohlhammer GmbH, Stuttgart und Mainz 1983, ISBN 3-17-003263-1, p. 353.
4. ↑  2011年3月27日のケーフェンロート町議会議員選挙結果（2015年7月6日 閲覧）
5. ↑  “Bürgermeisterwahl in Kefenrod (Stichwahl) - am 22.09.2019”. 2021年9月14日閲覧。
6. ↑  Genehmigung eines Wappens durch den Hessischen Minister des Innern vom 10. Mai 1968 (StAnz. S. 855), p.7（2015年7月6日 閲覧）